# Halcidska osa
Halcidska ose (od Lua greška in package.lua at line 80: module 'Module:ISO 639 name/ISO 639-3 (dep)' not found.  khalkos, sa značenjem „bakar”, zbog njihove metalne boje) su insekti iz natporodice Chalcidoidea, deo reda Hymenoptera. Superfamilija sadrži oko 22.500 poznatih vrsta i procenjenu ukupnu raznovrsnost od više od 500.000 vrsta, što znači da velika većina tek treba da bude otkrivena i opisana.

## Taksonomija
Chalcidoidea je superfamily Hymenoptera, čija se porodica stalno menja, jer se nove hipoteze o vezama stalno predlažu i odbacuju; sa pojavom molekularne sistematike, smatra se da će doći do dalje revizije klasifikacije u današnjoj upotrebi.
Postoji pedeset postojećih familija:
- Agaonidae Walker, 1846
- Aphelinidae Thomson, 1876
- Azotidae Nikolskaya & Yasnosh, 1966[2]
- Baeomorphidae Yoshimoto, 1975 (formerly Rotoitidae)
- Boucekiidae Gibson, 2003 (ranije deo Pteromalidae)
- Calesidae Mercet, 1929 (ranije deo Pteromalidae)
- Ceidae Boucek, 1961 (ranije deo Pteromalidae)
- Cerocephalidae Gahan, 1946 (ranije deo Pteromalidae)
- Chalcedectidae Ashmead, 1904 (ranije deo Pteromalidae)
- Chalcididae Latreille, 1817
- Chrysolampidae Dalla Torre, 1898  (ranije deo Perilampidae)
- Cleonymidae Walker, 1837 (ranije deo Pteromalidae)
- Coelocybidae Boucek, 1988 (ranije deo Pteromalidae)
- Cynipencyrtidae Trjapitzin, 1973
- Diparidae Thomson, 1876 (ranije deo Pteromalidae)
- Encyrtidae Walker, 1837
- Epichrysomallidae Hill & Riek, 1967 (ranije deo Pteromalidae)
- Eucharitidae Latreille, 1809
- Eulophidae Westwood, 1829
- Eunotidae Ashmead, 1904 (ranije deo Pteromalidae)
- Eupelmidae Walker, 1833
- Eurytomidae Walker, 1832
- Eutrichosomatidae Peck, 1951 (ranije deo Pteromalidae)
- Herbertiidae Boucek, 1988 (ranije deo Pteromalidae)
- Hetreulophidae Girault, 1915 (ranije deo Pteromalidae)
- Heydeniidae Hedqvist, 1961 (ranije deo Pteromalidae)
- Idioporidae LaSalle, Polaszek & Noyes, 1997 (ranije deo Pteromalidae)
- Leucospidae Fabricius, 1775
- Lyciscidae Boucek, 1958 (ranije deo Pteromalidae)
- Macromesidae Graham, 1959 (ranije deo Pteromalidae)
- Megastigmidae Thomson, 1876[3]
- Melanosomellidae Girault, 1913 (ranije deo Pteromalidae)
- Metapelmatidae Boucek, 1988 (ranije deo Eupelmidae)
- Moranilidae Boucek, 1988 (ranije deo Pteromalidae)
- Mymaridae Haliday, 1833
- Neanastatidae Kalina, 1984 (ranije deo Eupelmidae)
- Neodiparidae Boucek, 1961 (ranije deo Pteromalidae)
- Ooderidae Boucek, 1958 (ranije deo Pteromalidae)
- Ormyridae Förster, 1856
- Pelecinellidae Ashmead, 1895 (ranije deo Pteromalidae)
- Perilampidae Latreille, 1809
- Pirenidae Haliday, 1844 (including Eriaporidae) (ranije deo Pteromalidae)
- Pteromalidae Dalman, 1820
- Signiphoridae Ashmead, 1880
- Spalangiidae Haliday, 1833 (ranije deo Pteromalidae)
- Systasidae Boucek, 1988 (ranije deo Pteromalidae)
- Tanaostigmatidae Howard, 1890
- Tetracampidae Förster, 1856
- Torymidae Walker, 1833
- Trichogrammatidae Haliday, 1851

Postoje i dve izumrle porodice:
- †Khutelchalcididae Rasnitsyn, Basibuyuk & Quicke, 2004
- †Diversinitidae Haas, Burks & Krogmann, 2018

## Spoljašnje veze
- Universal Chalcidoid Database
- Images of chalcidoids on MorphBank, a biological image database
- Ponent Pictorial overview.